# メトロプロパティーズ
株式会社メトロプロパティーズは、東京地下鉄（東京メトロ）の完全子会社で、東京メトロの駅ナカ店舗（Echika、メトロピア）、東京メトログループが所有する駅ビルなどの商業施設の運営管理、企画・開発を行う企業。
2015年（平成27年）4月、外食事業をメトロフードサービス（現：メトロライフサポート）から移管された。

## 沿革
- 2006年（平成18年）
  - 4月3日 - 株式会社メトロプロパティーズを設立。
  - 7月1日 - （旧）株式会社地下鉄ビルディングから、ベルビー赤坂などの事業を譲受して、営業開始。
- 2009年（平成21年）
  - 2月20日 - Echika fit上野を開業。
  - 3月26日 - Echika池袋を開業。
  - 11月27日 - Esola池袋を開業。
- 2015年（平成27年）4月 - メトロフードサービス（現：メトロライフサポート）から外食事業を移管される[3]。

## 運営事業

### 駅ナカ店舗
- メトロピア
- 新宿駅メトロプロムナード内店舗
- エチカ
  - Echika fit上野
  - Echika池袋
  - Echika表参道

### 駅ビル店舗
- ベルビー赤坂
- メトロ・エム後楽園
- 池袋12番街区ビル（Esola池袋）

### ショッピングセンター
- メトロ・エム高島平 - 都営地下鉄三田線高島平駅から徒歩10分[4]。

### 外食事業

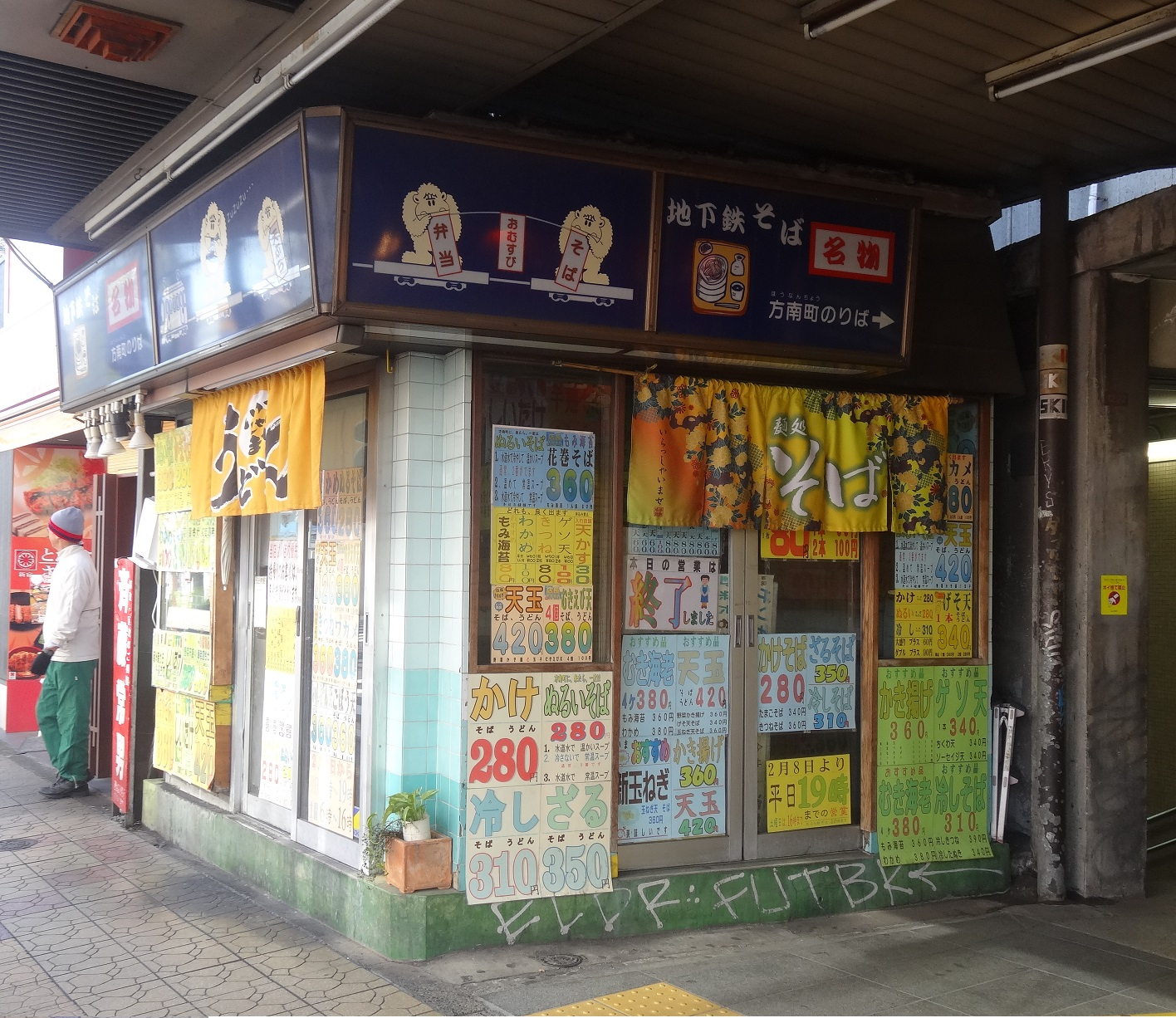
ちかてつそば（方南町駅）

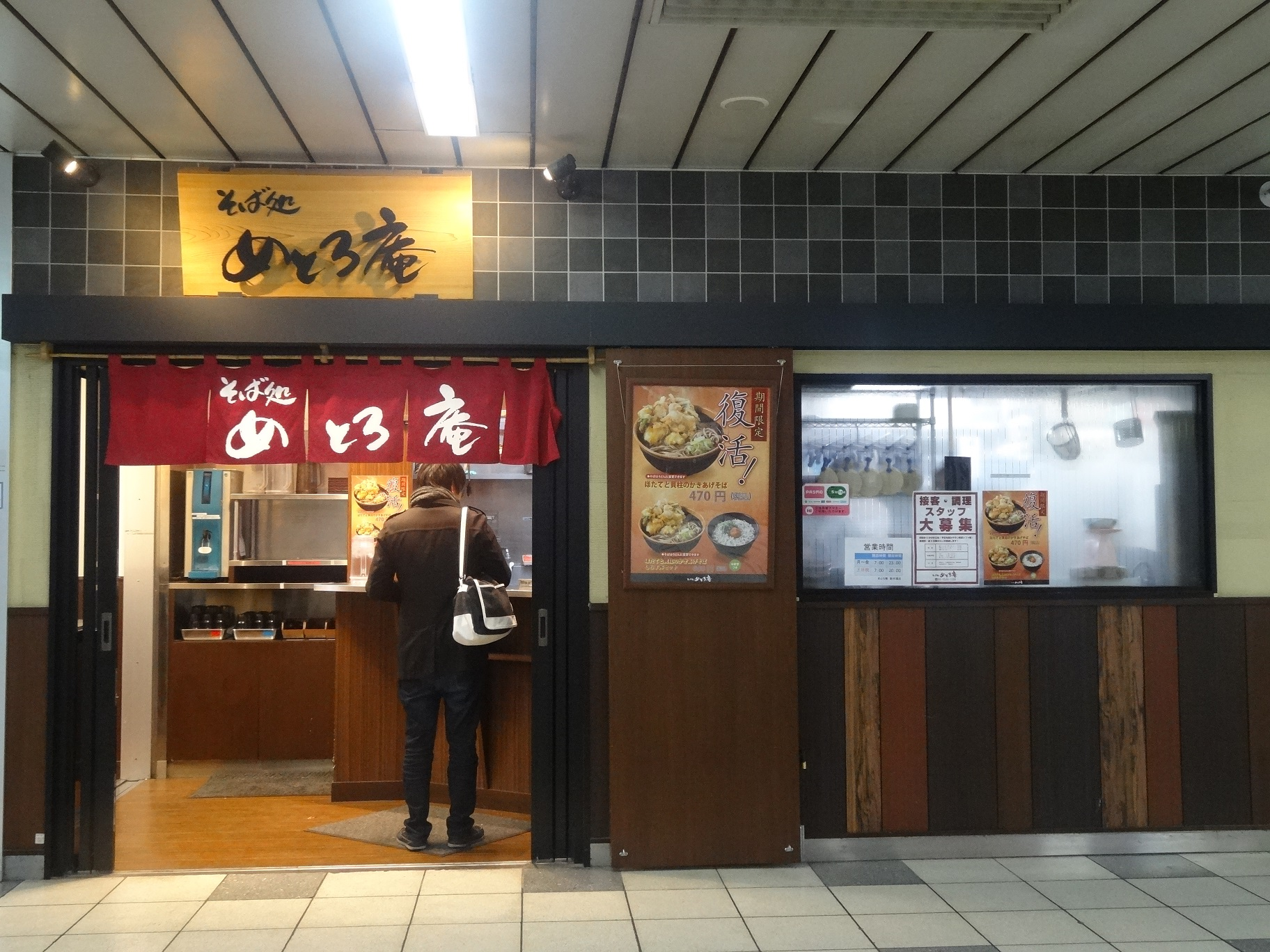
そば処めとろ庵（新木場駅）

メトロフードサービス（現：メトロライフサポート）から事業承継。
- 駅そば
  - ちかてつそば
  - そば処めとろ庵
- おにぎり店
  - おむすび専科
- ベーカリー
  - ブレッズコート ボンヌシャンス
- 居酒屋
  - 旬味三昧 暫（しばらく）
- カレー店
  - カレーショップC&C（FC店） - 新木場メトロピア店、Echika fit永田町店[5]、大手町メトロピア店
- カフェ
  - ドトールコーヒーショップ（FC店）
  - トーアコーヒー（FC店）